# Normans Brook
Normans Brook – strumień (brook) w kanadyjskiej prowincji Nowa Szkocja, w hrabstwie Pictou, płynący w kierunku południowo-wschodnim i uchodzący do East River of Pictou; nazwa Normans Brook urzędowo zatwierdzona 23 kwietnia 1964, ale wcześniej, od 10 września 1953 strumień błędnie przypisany do nazwy Thompson Brook.